# John Christopher Smith

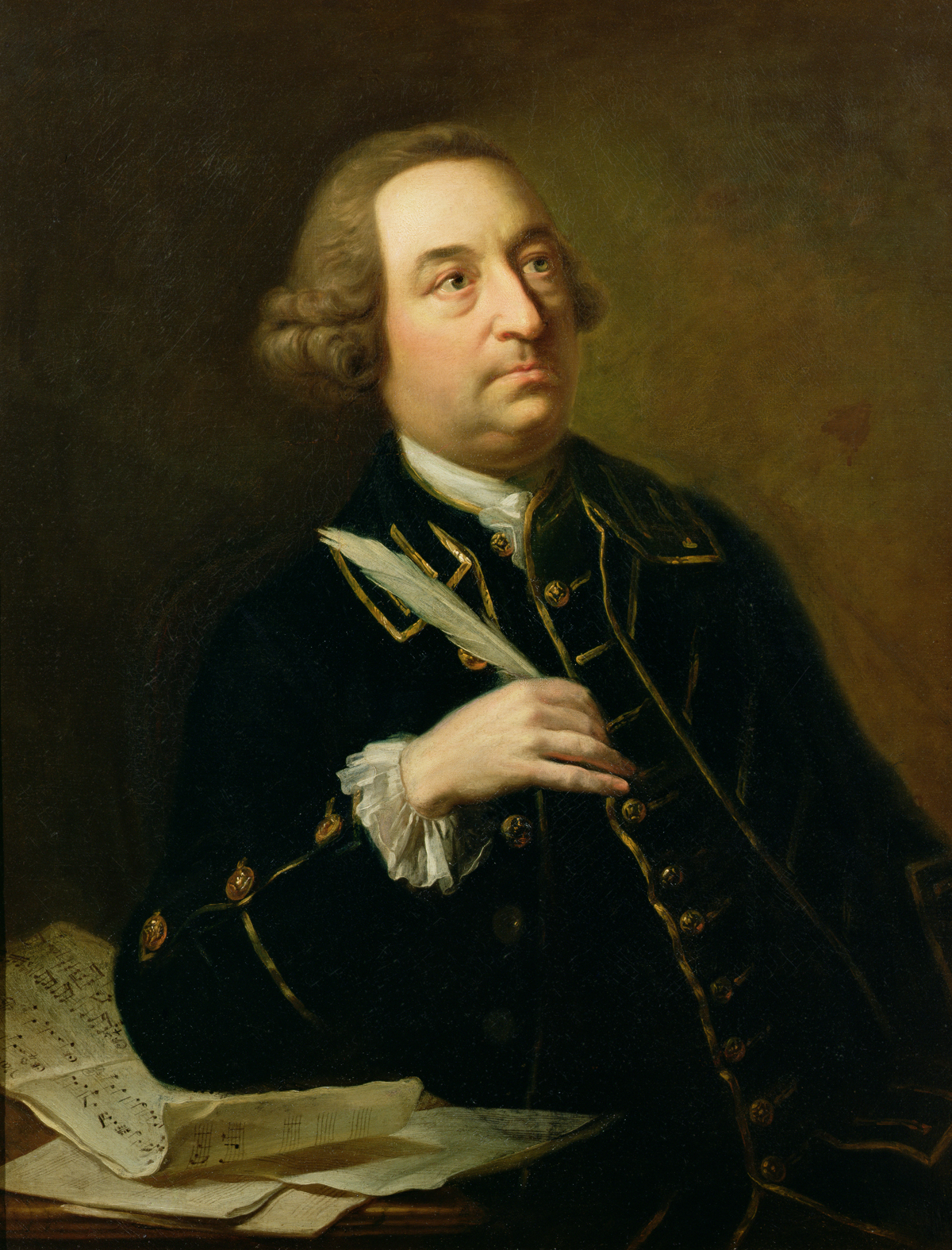
John Christopher Smith, Gemälde von Johann Zoffany

John Christopher Smith (* 1712 in Ansbach; † 1795 in London) war ein deutschstämmiger englischer Komponist und wie sein Vater Schüler und Vertrauter von Georg Friedrich Händel.
Um ihn von seinem gleichnamigen Vater (1683–1763) zu unterscheiden, wird er manchmal John Christopher Smith der Jüngere genannt. Vater und Sohn sind nicht mit dem gleichnamigen Johann Christoph Schmidt zu verwechseln.

## Leben
Johann Christoph Schmidts Vater war Wollhändler in Ansbach. Der Vater („Johann Christoph Schmidt der Ältere“) hatte eine Leidenschaft für Musik und folgte deshalb 1716 mit seiner Familie seinem Studienfreund Georg Friedrich Händel nach London, wo sie ihren Namen zu Smith anglisierten. Er wurde Händels Kopist, Finanzverwalter und Sekretär, überwarf sich aber in den 1750er Jahren mit Händel. Sein Sohn John war von Jugend auf musikbegeistert und verließ mit dreizehn Jahren die Schule, um Schüler von Händel zu werden. 1727 war er Bratschist in Händels Orchester. Außerdem erhielt er Musikunterricht bei Johann Christoph Pepusch und Thomas Roseingrave, der ihn zudem als Koch anstellte. 1730 machte er sich als Musiklehrer selbstständig. Im selben Jahr erkrankte er schwer an Tuberkulose und wurde im Haus des Hofarztes John Arbuthnot gepflegt. Dort verkehrten viele Schriftsteller und Intellektuelle, wie Jonathan Swift, Alexander Pope und John Gay; Smith erhielt Zugang zu diesen Kreisen und entwickelte ein Interesse für Literatur und Wissenschaft. 1733 versuchte er sich an einer Oper Ulysses (Libretto Samuel Humphreys), die aber bei der Aufführung im Lincoln’s Inn ein Misserfolg war, woraufhin er vorerst auf ähnliche Projekte verzichtete. 1740 bis 1749 veranstaltete er wie Händel (und auf dessen Ermunterung hin) Subskriptionskonzerte mit eigenen Opernkompositionen – Rosalinda (Libretto John Lockman, Uraufführung 4. Januar 1740 in Hickford’s Rooms in London), Issipile (1743, Libretto Pietro Metastasio), Il Ciro riconosciuto (1744, Libretto Metastasio), Dario (1746, verloren), Demofonte (1747, Libretto Metastasio, verloren), Artaserse (1749, Libretto Metastasio, verloren) –, geriet damit aber in Konkurrenz zu seinem Lehrer, der auf ihn trotz ihrer Freundschaft keine Rücksicht nahm bei der Abwerbung von Sängern.
Durch die Bekanntschaft mit den Librettisten Benjamin Stillingfleet und Robert Price erhielt er Zugang zu höheren gesellschaftlichen Kreisen. Die Freundschaft mit dem berühmten Schauspieler David Garrick führte zu zwei Opern nach William Shakespeare, für die Garrick die Libretti schrieb: The Fairies nach Shakespeares Sommernachtstraum, 1755 erfolgreich im Drury Lane Theatre aufgeführt, und The Tempest nach Shakespeares Sturm, 1756 im Drury Lane Theatre aufgeführt. Seinen Durchbruch als Komponist hatte er in London mit seinem Oratorium Paradise Lost (nach John Milton Paradise Lost, Libretto Benjamin Stillingfleet), das 1760 im Royal Theatre in Covent Garden uraufgeführt wurde. Danach war er bis 1772 künstlerischer Leiter des Royal Theatre in Covent Garden. Er wurde Musikmeister der Prinzessin Augusta von Wales und beaufsichtigte den Bau einer Hausorgel für den Earl of Bute, die auch automatisch mit Hilfe von Walzen spielen konnte, auf die Smith mit John Langshaw die Musik Händels übertrug. Einige der Walzen zu einem Orgelkonzert von Händel sind erhalten und geben Informationen über die damalige Spielweise. 1760 war er mit der Oper The Enchanter of Love and Magic (Libretto David Garrick) im Drury Lane Theatre erfolgreich. Seine letzte Oper war Medea (1763, Libretto Benjamin Stillingfleet).
Er unterstützte Händel in den letzten Lebensjahren, als dieser zunehmend erblindete, bei Partituren und Aufführungen. Händel erblindete 1752 vollständig und Smith dirigierte von 1753 bis zu Händels Tod 1759 dessen Oratorien. Händel vermachte ihm seine Partituren, sein großes Cembalo, seine kleine Hausorgel, seine Musikbücher und 500 Pfund. Die Partituren vermachte Smith König Georg III. und damit dem englischen Staat. Smith übernahm die jährlichen Aufführungen des Messiah im Findlingshospital nach Händels Tod 1759 bis 1768 und war Organist im Findlingshospital. Von  ihm stammen auch weitere Oratorien, so Rebecca, Nabal, Tobit und Gideon, alle Bearbeitungen der Musik Händels mit neuen Libretti und aufgeführt in den 1760er Jahren im Royal Theatre in Covent Garden. 1998 wurde ein Oratorium Redemption (Libretto William Coxe) in der Pariser Nationalbibliothek entdeckt.
1772 zog er sich aus Gesundheitsgründen zurück. Er erhielt eine königliche Pension von jährlich 200 Pfund und siedelte 1774 nach Bath um. Er starb in London.
Es gibt von ihm auch Instrumentalmusik, darunter Musik für Cembalo, Hymnen (1765), Kantaten (Winter, or Daphne 1746 nach Alexander Pope, Thamesi, Isi e Proteo zu Ehren von Friedrich Ludwig von Hannover, Prince of Wales) und Trauermusik (1772) anlässlich des Todes von Augusta von Sachsen-Gotha-Altenburg, Prinzessin von Wales, die er auf dem Cembalo unterrichtet hatte.
Eine Plakette in Bath erinnert an ihn.

## Trivia
Ernst Flessa schrieb mit „Ombra mai fu“ eine fiktive Händel-Biographie in Romanform mit John Christopher Smith als Ich-Erzähler.